# ترانسراپید

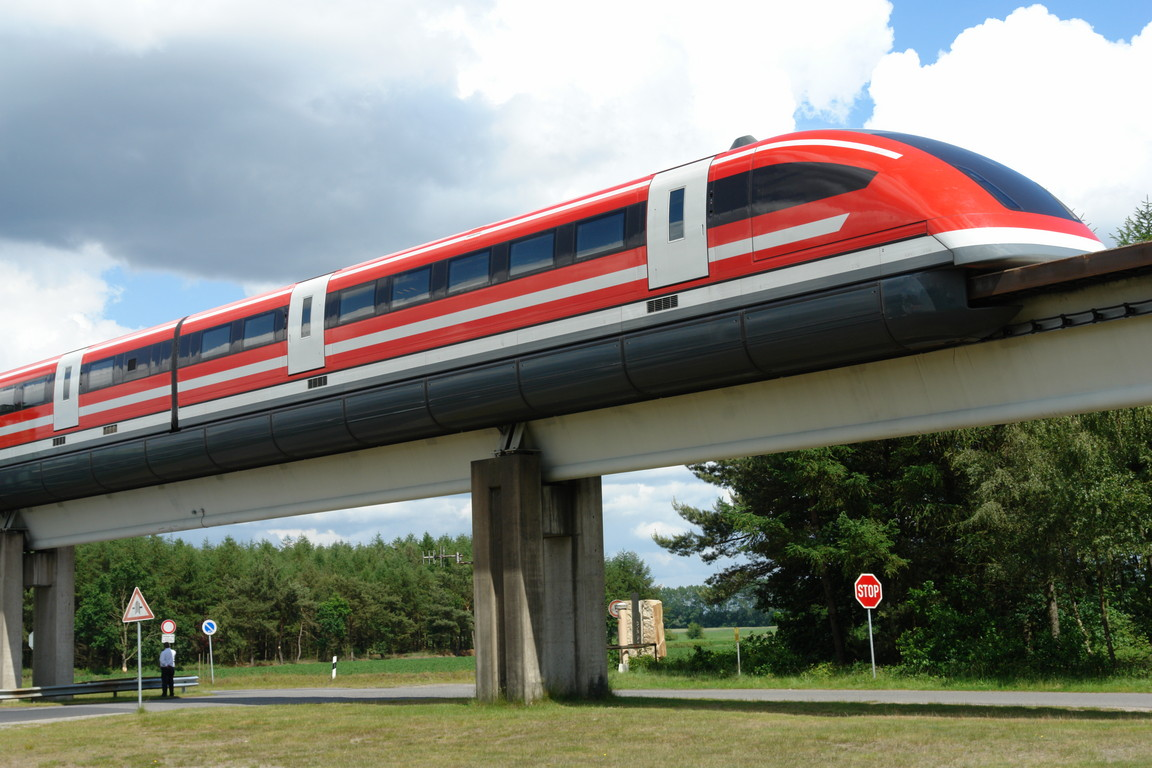
ترانسراپید ۰۹ در مرکز آزمون امسلاند در آلمان.

ترانسراپید یک قطار تک‌ریلی تندرو توسعه یافته در آلمان است که از فناوری قطار مگلو در آن استفاده می‌شود. برنامه‌ریزی برای این سامانه از سال ۱۹۶۹ با تکمیل آزمایش (Emsland test facility) برای این سامانه در امسلاند، آلمان در سال ۱۹۸۷ به پایان رسید. در سال ۱۹۹۱ آمادگی فنی برای بهره‌برداری و استفاده توسط راه‌آهن دولتی فدرال آلمان (Deutsche Bundesbahn) با همکاری دانشگاه‌های سرشناس کشور تأیید شد.
نسخه آخر این مدل از قطار، مدل ترانسراپید ۰۹، با سرعت ۵۰۰ کیلومتر در ساعت طراحی شده و امکان شتاب و کاهش سرعت تقریبی ۱ متر بر ثانیه را دارد. در سال ۲۰۰۲، اولین اجرای تجاری به پایان رسید. قطار مگلو شانگهای، که شهر شانگهای را به فرودگاه بین‌المللی شانگهای پودنگ به فاصله ۳۰٫۵ کیلومتر را به هم متصل می‌کند. این سیستم توسط ترانسراپید اینترنشنال توسعه یافته و با سرمایه‌گذاری مشترک زیمنس و تیسن‌کروپ ساخته و به بازار ارائه گردید.

## طرح‌ها برنامه‌ریزی شده

### در ایران
در سال ۲۰۰۷ ایران و یک شرکت آلمانی بر سر استفاده از قطارهای مگلو برای پیوند دادن شهرهای تهران و مشهد به توافق رسیدند.
این توافق‌نامه در محل نمایشگاه بین‌المللی مشهد بین وزارت راه و ترابری ایران و شرکت آلمانی امضا شد.
قطارهای مگلو می‌توانند زمان سفر را برای طی کردن ۹۰۰ کیلومتر بین تهران و مشهد به حدود ۲٫۵ ساعت کاهش دهند.
مهندسین مشاور شرکت شلگل مستقر در مونیخ گفتند که آنها با وزارت ترابری ایران و استاندار مشهد قرارداد را امضا کرده‌اند.
سخنگوی شگل گفت: «این پروژه می‌تواند بین ۱۰ تا ۱۲ میلیارد یورو ارزش داشته باشد.»
آنگلا مرکل صدراعظم آلمان با ساخت طولانی‌ترین خط آهن قطار تندرو جهان در ایران بشدت مخالفت کرد.
مرکل در مخالفت با صدور و انتقال فناوری به ایران گفت: «کمک آلمان برای ساخت این قطار در ایران غیرقابل قبول است. کمک به ساخت قطار ترانسراپید در کشوری که رئیس‌جمهور آن اعلام می‌کند قصد دارد اسرائیل را نابود کند، غیرقابل قبول است.»

## نگارخانه

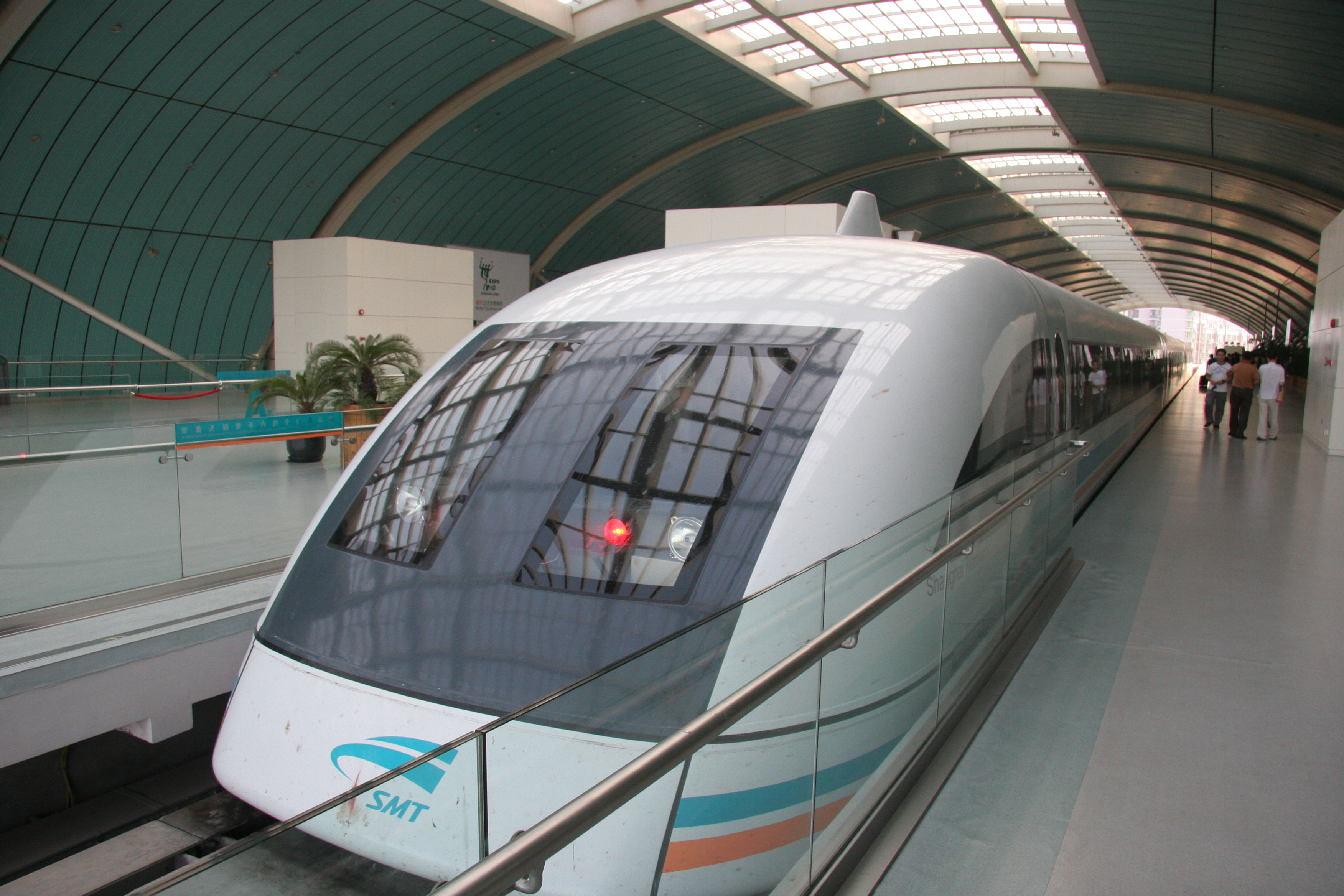
ترانسراپید در شانگهای
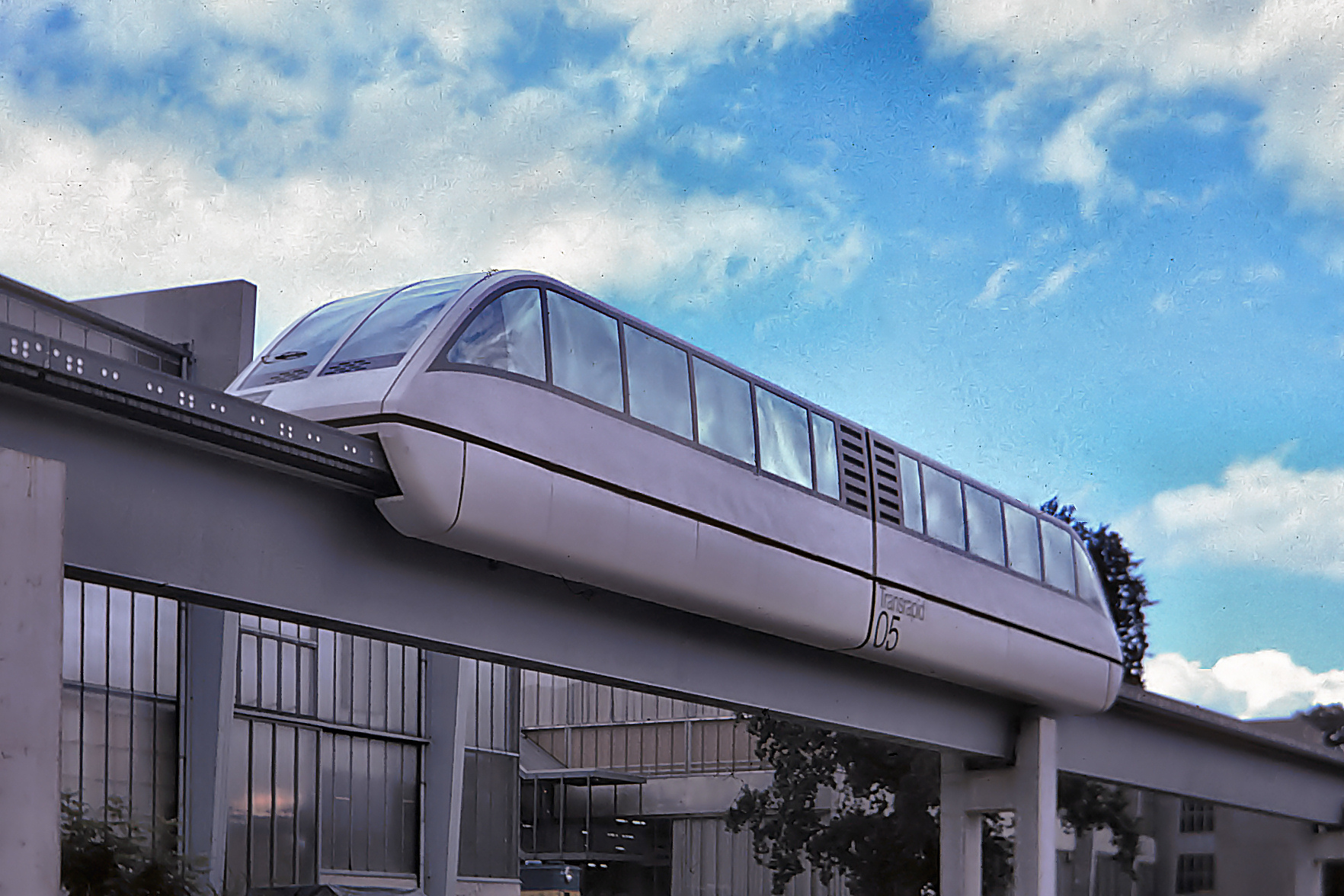
نسخه ۰۵
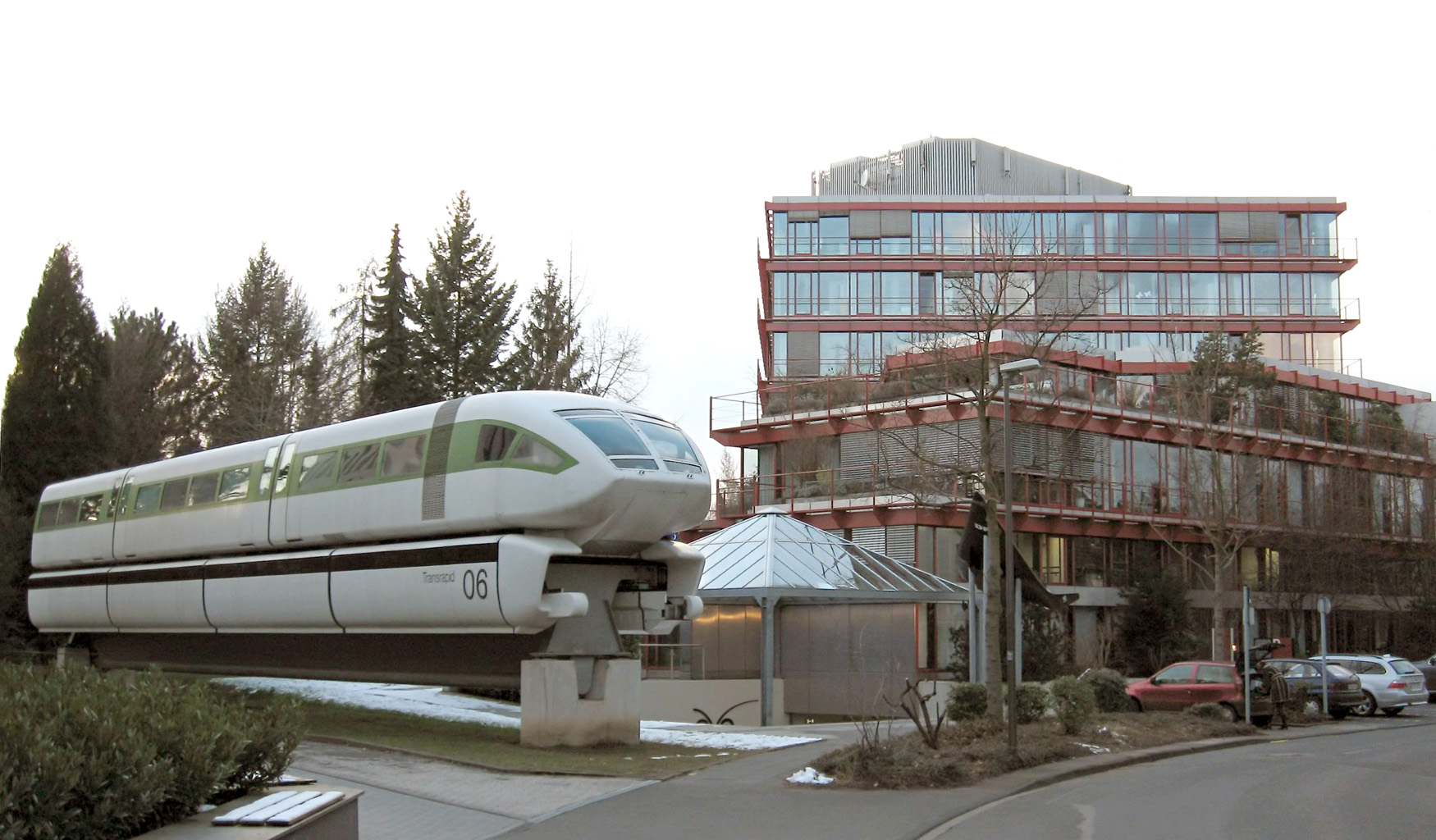
نسخه ۰۶ در موزه بن آلمان
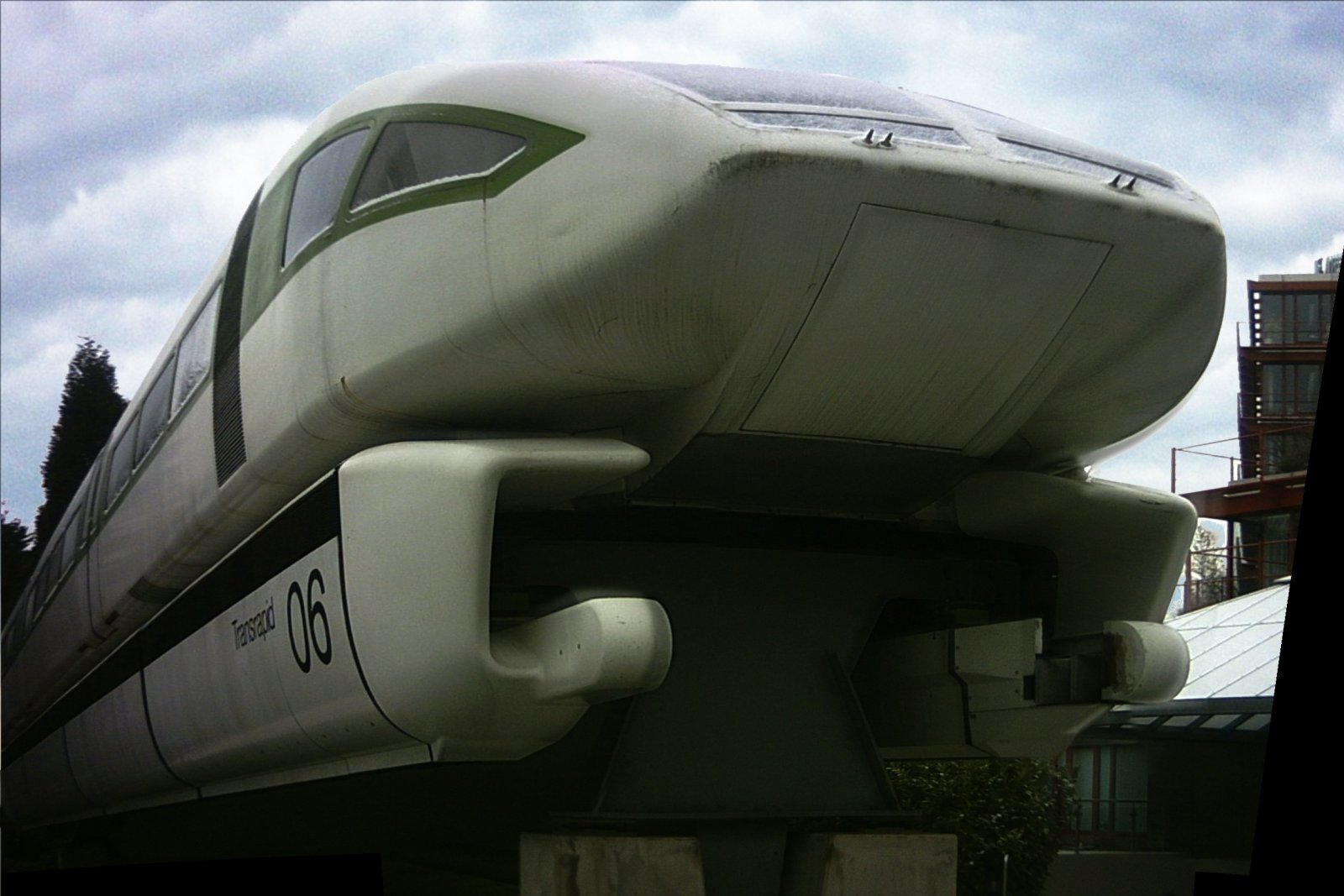
نسخه ۰۶
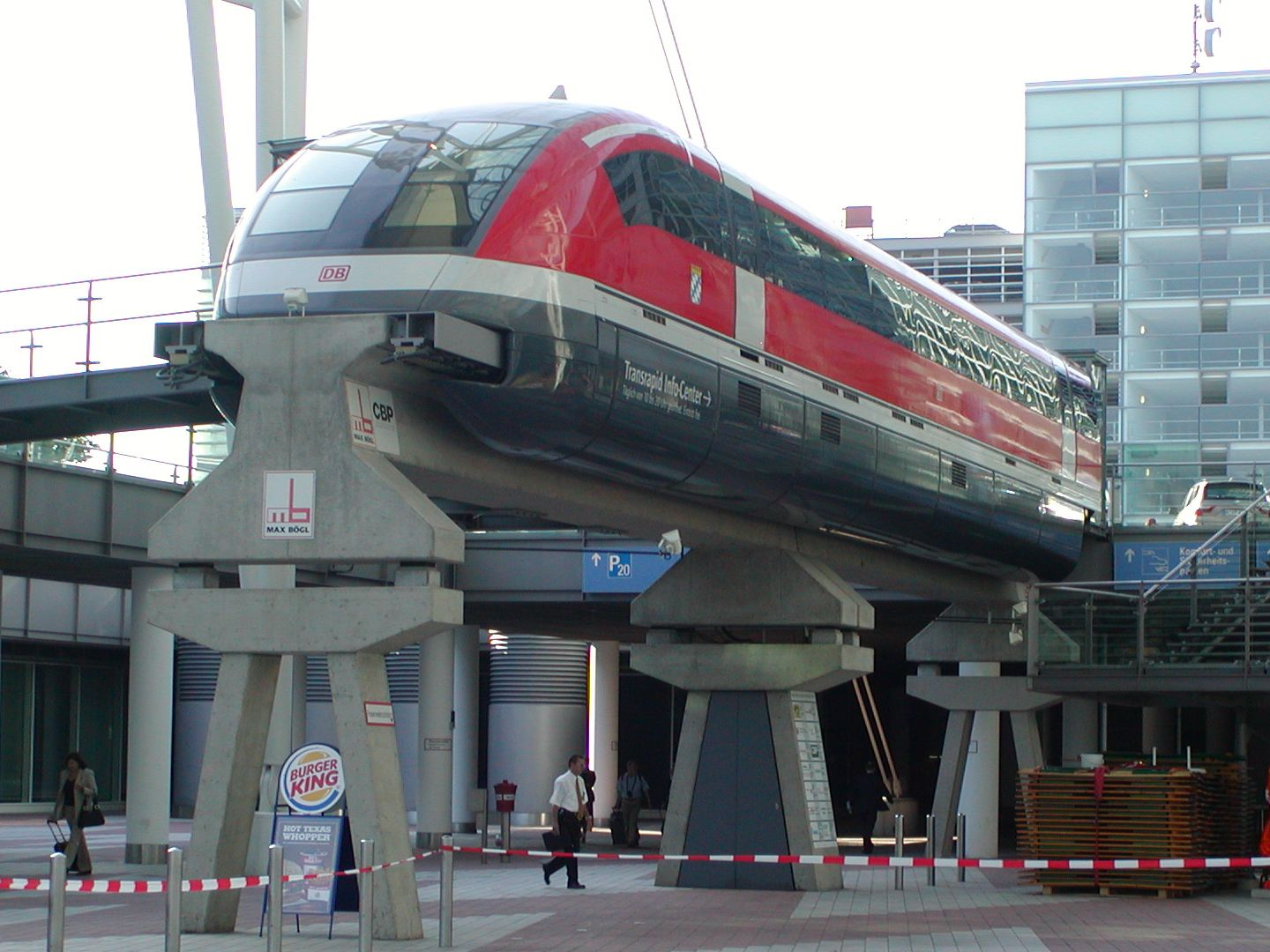
نسخه ۰۷ در فرودگاه مونیخ